# Freedom (Maine)
Freedom è un comune degli Stati Uniti d'America, situato nello Stato del Maine, nella contea di Waldo.